# Bromeloecia bromeliarum
Bromeloecia bromeliarum är en tvåvingeart som först beskrevs av Frederick Knab och Malloch 1912.  Bromeloecia bromeliarum ingår i släktet Bromeloecia och familjen hoppflugor. Inga underarter finns listade i Catalogue of Life.